# Silene pomelii
Silene pomelii är en nejlikväxtart. Silene pomelii ingår i släktet glimmar, och familjen nejlikväxter.

## Underarter
Arten delas in i följande underarter:
- S. p. adusta
- S. p. pomelii